# Brunsviga (Kultur- und Kommunikationszentrum)

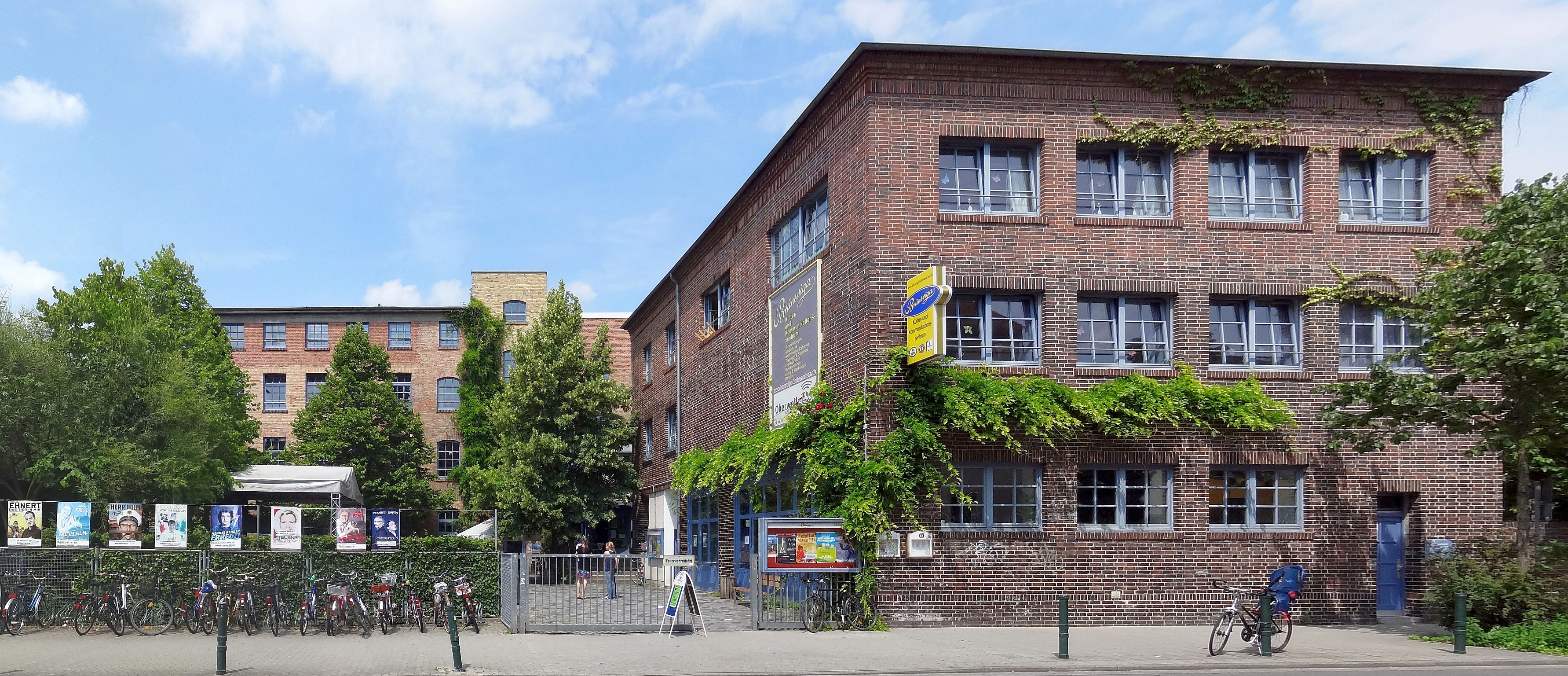
Kultur- und Kommunikationszentrum Brunsviga

Das Kultur- und Kommunikationszentrum Brunsviga, kurz nur Brunsviga genannt, ist ein Kultur- und Kommunikationszentrum im Östlichen Ringgebiet von Braunschweig.

## Geschichte
1895 wurde in der Karlstraße 35 die Konservenfabrik Brunsviga gegründet, welche im Jahre 1981 stillgelegt wurde. Das ehemalige Fabrikgelände wurde von der Stadt Braunschweig erworben. Zur selben Zeit entstand der „Verein zur Gründung eines Kommunikationszentrums in Braunschweig“ der sich für die Umwandlung in ein Bürgerzentrum und die Nutzung als „Architekturwerkstatt“ einsetzte. Zunächst wurde auf einer Etage des ehemaligen Belegschaftshauses der Brunsviga ein „Bürgertreff“ ehrenamtlich von diesem Verein betrieben, der mit einer Cafeteria und kleinem kulturellen Programm ausgestattet war.
Das Projekt „Brunsviga“ hatte bereits nach kurzer Zeit mehr als 200 überwiegend aktive Mitglieder. Trotz einer intensiven Nutzung durch den Verein und dem regen Zuspruch war die Zukunft der Brunsviga nicht gesichert. Ende Mai 1983 zog die Verwaltung der Stadt einen Abriss der Fabrikgebäude in Betracht, um auf dem Gelände eine Kindertagesstätte zu errichten. Der Verein setzte sich für deren Erhalt ein und so kam es  im November 1984 schließlich zu einer Kompromisslösung; Ein Teil der Fabrik sollte erhalten und ausgebaut werden, die übrigen Gebäude wurden abgerissen.
Ab 1985 hatte die Brunsviga einen bezahlten Mitarbeiter und bot im ehemaligen Belegschaftshaus zusätzlich zur Cafeteria einen regelmäßigen Mittagstisch an. Des Weiteren wurde an den Wochenenden Kleinkunst gezeigt, es gab tägliche Offene Kinderarbeit, Musikunterricht und Kurs- und Unterrichtsveranstaltungen. Im August 1988 wurde mit dem Ausbau und Umbau der alten Fabrik begonnen. In Trägerschaft der BRUNSVIGA konnte 1991 das „Kinderhaus“ (neben der  Offenen Kinderarbeit findet auch eine Ganztagsbetreuung für Schulkinder aus diesem Stadtteil statt) und erste Gruppenräume für das Kulturzentrum Brunsviga eröffnet werden. Seither existiert auch eine Kindertagesstätte (unter städtischer Leitung).
Am 17. September 1994 wurde mit dem 2. Bauabschnitt die neue Cafeteria, sowie Räumlichkeiten für die Musikbibliothek der Öffentlichen Bücherei, ein größerer Veranstaltungssaal für 300 Zuschauer, ein kleinerer Veranstaltungsraum  für 150 Personen eingeweiht. Im Laufe der Zeit hat sich die Brunsviga zu einem größeren soziokulturellen Zentrum in Niedersachsen entwickelt. Bis zu 120.000 Besucher besuchten jährlich die  Kabarett- und Musicalvorstellungen, Konzerte, Feierlichkeiten, Tagungen, Vorträge, Kurse, Workshops oder Musikunterricht.
Seit November 2007 befindet sich in der Brunsviga, in den ehemaligen Räumen des Musikarchivs der Stadt Braunschweig, ein Studio des Radio Okerwelle. 2011 feierte die Brunsviga ihr 30-jähriges Bestehen mit der Sondervorstellung „30 Jahre Brunsviga – ein Fest des Schlagers“.

## Veranstaltungen
Bühne und Vorträge
Das Kulturzentrum Brunsviga bietet Veranstaltungen, oft in Zusammenarbeit mit Schulen aus Braunschweig und Umgebung, wie das „Tanz Konzert“, an dem Kinder der „Grundschule Heinrichstraße“ (Braunschweig), der „Diakonie Treff Salzgitter“, der „Ballettschule Hänsch-Chamin“ (Salzgitter), der „Braunschweig Dance Company“, der „Welt der Wettkampf Aerobik-Gruppe“ mit dem MTV Wolfenbüttel der „Ballettschule Salzgitter“ oder der zweiten „Bundesliga Trouble Spot“ des MTV Wolfenbüttel teilnehmen. Ebenso gibt es regelmäßig von Schulen oder der „Junges Musical Braunschweig e. V.“, teilweise mit dem „Kindergarten der Lebenshilfe“, inszenierte Musicalaufführungen und wechselnde Vorträge und Ausstellungen für alle Altersklassen.
Die Integrierte Gesamtschule Franzsches Feld führt einmal pro Jahr ein modernes Musical in der Brunsviga auf, es gab Aufführungen von „Weißes Rössl“, „Baden gehen“, oder „Shockheaded Peter“ nach dem deutschen Kinderbuch Der Struwwelpeter von Heinrich Hoffmann. 2013 Aufführung des Musicals Scuderi, basierend auf dem Kriminalroman Das Fräulein von Scuderi von E. T. A. Hoffmann und der Inszenierung der Schauburg in München von 2009. 2014 wurde das Musical Zum Sterben schön, das von Marc Schubring und Wolfgang Adenberg umgesetzt wurde und auf dem Film Grabgeflüster – Liebe versetzt Särge aus dem Jahr 2002 basiert, aufgeführt. 2015 wurden das Musical Alice im Wunderland (Henry Mason und Thomas Zaufke), das auf den Alice-Romanen von Lewis Carroll basiert und 2016 das Musical Tom Sawyer und Huckleberry Finn, (Musik: Kurt Weill, Texte: John von Düffel) nach den Romanvorlagen von Mark Twain aufgeführt.
Kurse und Workshops
Die Kurse reichen von künstlerisch kreativen und handwerklichen Aktivitäten über musikalische Tanz-, Theater-, Instrumental- und Gesangsworkshops bis hin zu Sprachkursen, Selbsthilfegruppen und Wellness- oder Schachkursen.

## Kinderhaus
Das Kinderhaus betreut Kinder von sechs bis vierzehn Jahren. Es beherbergt einen Hort mit Ganztagsbetreuung für die Altersgruppe von sechs bis zwölf Jahren, nachmittags einen Offenen Bereich für Stadtteilkinder und Jugendliche sowie zwei Zweigstellen in der Grundschule Comeniusstraße und der Grundschule Heinrichstraße, Braunschweiger Grundschule. Im Hort werden etwa 40 Kinder betreut. Im Hort der Comeniusschule rund 20.